# Some Girls Wander by Mistake
Some Girls Wander by Mistake – kolekcja wczesnych singli zespołu The Sisters of Mercy. Wszystkie one pierwotnie zostały wydane zupełnie niezależnie, a co za tym idzie w bardzo ograniczonym zakresie. Po wielu latach, gdy zespół zyskał status kultowego wszystkie te single stały się wielkim rarytasem na rynku i osiągały zawrotne ceny.
Płyta została wydana w 1992 roku, jak zawsze przez Merciful Release (należące do zespołu wydawnictwo) w umowie dystrybucyjnej z  East West Records (ze względu na konflikt nie dystrybuowana na terenie USA). Płyta zawiera między innymi covery zespołu The Stooges "1969" i The Rolling Stones "Gimme Shelter," a także oryginalną wersję utworu "Temple of Love".  Do celów promocyjnych wykorzystano natomiast nagraną od nowa wersję tej piosenki. Została ona zatytułowana Temple of Love (1992) i charakteryzuje się udziałem izraelskiej wokalistki Ofry Hazy.
Tytuł albumu stanowi wers z piosenki Leonarda Cohena zatytułowanej "Teachers" a wydanej w 1967 na albumie Songs of Leonard Cohen. Na tej samej płycie znajduje się także utwór zatytułowany "Sisters of Mercy", będący pierwowzorem dla nazwy zespołu.

## Lista utworów
Płyta pierwsza
1. "Alice" (Eldritch) – 3:33
2. "Floorshow" (Eldritch, Marx, Adams) – 3:42
3. "Phantom" (Marx, Adams) – 7:12
4. "1969" (Alexander, Osterberg, Asheton, Asheton) – 2:46
5. "Kiss the Carpet" (Eldritch) – 5:57
6. "Lights" (Eldritch) – 5:52
7. "Valentine" (Eldritch) – 4:44
8. "Fix" (Eldritch) – 3:34
9. "Burn" (Eldritch) – 4:50
10. "Kiss the Carpet (reprise)" (Eldritch) – 0:38

Płyta druga
1. "Temple of Love (extended)" (Eldritch) – 7:43
2. "Heartland" (Eldritch, Marx) – 4:46
3. "Gimme Shelter" (Richards, Jagger) – 5:58
4. "Damage Done" (Eldritch) – 3:05
5. "Watch" (Marx) – 3:13
6. "Home of the Hitmen" (Marx) – 0:34
7. "Body Electric" (Eldritch) – 4:20
8. "Adrenochrome" (Eldritch) – 2:59
9. "Anaconda" (Eldritch, Marx) – 4:05

## Skład zespołu
- Andrew Eldritch – śpiew
- Gary Marx – gitara
- Craig Adams – gitara basowa
- Ben Gunn – gitara
- Doktor Avalanche (automat perkusyjny) – perkusja